# TWINS
TWINS (англ. Two Wide-Angle Imaging Neutral-Atom Spectrometers — два ширококутні спектрометри нейтральних атомів) — пара приладів НАСА, розташованих на борту двох супутників Національного офісу рекогностування США (НОР) на орбітах «Молнія». Розроблено для отримання стереозображень кільцевого струму Землі. Перший прилад, TWINS-1, запущено на борту USA-184 28 червня 2006 року. TWINS-2 запущено на борту USA-200 13 березня 2008 року.
Кожен прилад складається з візуалізатора енергетично нейтральних атомів (ЕНА) та альфа-детектора Лаймана. Тепловізор ЕНА забезпечує непряме дистанційне зондування йонів кільцевого струму, а детектор Лайман-альфа вимірює хмару нейтрального водню навколо Землі, відому як геокорона. Основна місія TWINS тривала два роки, від 2008 до 2010 року, після неї відбулася розширена місія, яка триває досі.

## Місія
Запущений як місія можливостей (англ. Missions of Opportunity, MoO) на борту урядового космічного апарату США, що не належить NASA, TWINS проводить стереоскопічне знімання магнітосфери Землі. Зображаючи нейтральні атоми, що перезаряджаються, в широкому діапазоні енергій (~1-100 кеВ) за допомогою двох ідентичних приладів на двох широко розташованих висотних космічних апаратах з великим нахилом, TWINS уперше надає тривимірну візуалізацію та роздільність великомасштабних структур і динаміки в магнітосфері. На відміну від традиційних космічних експериментів, які проводять вимірювання лише в одній точці простору, експерименти з візуалізацією забезпечують одночасне спостереження за різними ділянками магнітосфери. Стереозображення, яке надає TWINS, забезпечує крок уперед у нашому розумінні глобальних аспектів земної магнітосфери.
Візуалізатори ЕНА спостерігають енергетично нейтральні атоми, що утворюються глобальною магнітосферною іонною популяцією, в діапазоні енергій від 1 до 100 кеВ з високою кутовою (4°) та часовою (близько 1 хвилини) роздільністю. Геокорональний візуалізатор Лайман-альфа використовується для моніторингу холодних екзосферних атомів водню, які утворюють ЕНА з іонів шляхом обміну зарядом. Доповнюють ці зображення детектори, які вимірюють локальне середовище заряджених частинок навколо космічного апарата. Зсув орбітальних фаз (апогеї в різний час) TWINS 1 та TWINS 2 означає, що крім стереозображення ЕНА протягом кількох годин двічі на добу, два прилади також забезпечують практично безперервні магнітосферні спостереження. Прилади TWINS по суті такі ж, як і прилад MENA на космічному апараті IMAGE. Вони складаються з візуалізатора нейтральних атомів, що охоплює діапазон енергій ~1-100 кеВ із кутовою роздільною здатністю 4° x 4° та часовою роздільністю 1 хв, та простого візуалізатора Лаймана-альфа для моніторингу геокорони.
TWINS забезпечують стереозображення магнітосфери Землі, ділянки навколо планети, яка перебуває під впливом її магнітного поля і містить радіаційні пояси Ван Аллена та інші енергійні заряджені частинки. TWINS забезпечують тривимірну глобальну візуалізацію цієї ділянки, що значно покращує розуміння зв'язків між різними ділянками магнітосфери та їх зв'язку із сонячним вітром.

## Експлуатація та штормові події

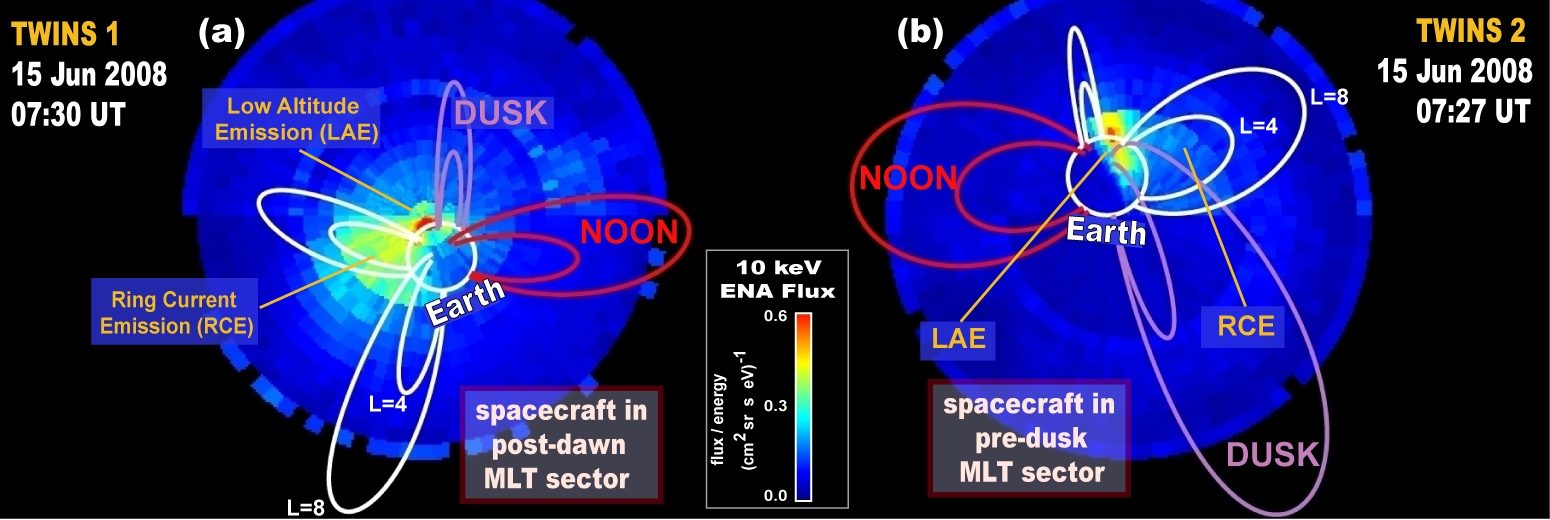
Стереозображення кільцевого струму Землі, отримане за допомогою апарату TWINS 15 червня 2008 року за допомогою стереографії ЕНА для енергії 10 кеВ. На кожному зображенні видно як маловисотне випромінювання (LAE) від спадних іонів, так і великовисотне випромінювання кільцевого струму (RCE). Для довідки намальовано край Землі разом із лініями магнітного поля диполя в чотири основні місцеві моменти часу (полудень - червоний, сутінки - лавандовий, північ та світанок) та для двох значень L (L=4 та L=8).

Стереозйомка за допомогою TWINS розпочалася 15 червня 2008 року під час надзвичайно слабкої геомагнітної бурі, індекс Dst якої ніколи не опускався нижче −40 нТл, порівняно з номінальним Dst −100 нТл для класифікації як бурі. Під час основної місії TWINS (2008—2010) переважав тривалий та безпрецедентний сонячний мінімум (23-го сонячного циклу), що приніс із собою дуже спокійні магнітосферні умови від абсолютної тиші до слабких збурень. Протягом цього періоду TWINS спостерігав численні слабкі бурі, приблизно раз на 27 діб (відповідні періоду обертання Сонця та спричинені зонами сонячної співобертальної взаємодії. Найсильніша буря (яка все ще була дуже слабкою), яку спостерігав TWINS під час основної місії, відбулася 22 липня 2009 року, коли Dst досяг помірних −79 нТл. Протягом цих тривалих умов тиші зображення TWINS містили сигнали випромінювання ЕНА як із великовисотних (кільцевий струм), так і з маловисотних (LAE) ділянок.
Місія можливостей TWINS підтримує бібліотеку вибраних штормових подій.

## Інструменти
| Назва   | Назва запуску | Космічний апарат | Дата запуску (UTC)           | Місце запуску      | Ракета            | Орбіта                                          | Зауваження |
| ------- | ------------- | ---------------- | ---------------------------- | ------------------ | ----------------- | ----------------------------------------------- | ---------- |
| TWINS-1 | TWINS-А       | USA-184          | 28 червня 2006 року 03:30:00 | Ванденберг, СК-6   | Дельта IV-M+(4,2) | 1 138 × 39 210 км (707 × 24 364 миля) x 63,2°   |            |
| TWINS-2 | TWINS-Б       | USA-200          | 13 березня 2008 року 10:02   | Ванденберг, SLC-3E | Атлас V 411       | 1 652 × 38 702 км (1 027 × 24 048 миля) x 63,4° |            |